# Tormón
Tormón község Spanyolországban, Teruel tartományban. Tormón Castielfabib és Albarracín községekkel határos. Lakosainak száma 31 fő (2024).

## Népesség
A település népessége az utóbbi években az alábbiak szerint változott:
| Lakosok száma | 39   | 39   | 33   | 33   | 34   | 28   | 34   | 30   | 26   | 31   |
|               | 2001 | 2004 | 2007 | 2009 | 2012 | 2014 | 2017 | 2019 | 2022 | 2024 |